# 洗心禅寺
洗心禅寺是中国湖南省长沙市望城区的一座汉传佛教禅宗临济宗的寺院。

## 沿革
根据《善化县志》的记载，1620年（万历四十八年），临济宗三十一世汉月法藏禅师建立了一座庵堂名叫“洗心庵”。
民国时期，洗心禅寺已经具有很大的规模，当时有107间殿堂，70名僧人，400亩的田地。后来的中国佛教协会会长释一诚即是出自这座寺院。
大跃进时期，洗心禅寺基本上被夷为平地。21世纪初期，中国佛教协会会长释一诚发愿重建寺院。2002年9月，他派遣弟子释悟圣前来重建寺院。2006年12月，第一工程完工。2008年2月24日，泰王一世慈善基金会赠送一尊梵天（俗称四面佛）给洗心禅寺。

## 图册
- 大雄宝殿.
- 天王殿。
- 藏经阁。
- 梵天。
- 石狮子。
- 貔貅。
- 阿罗汉。
- 石灯笼。
- 香炉。
- 鼓楼。